# Рандолф (округ, Иллинойс)
Ра́ндолф (англ. Randolph County) — округ в штате Иллинойс, США. Официально образован в 1795 году. По состоянию на 2010 год, численность населения составляла 33 476 человек.

## География
По данным Бюро переписи США, общая площадь округа равняется 1 546,232 км2, из которых 1 491,841 км2 — суша, и 56,980 км2, или 3,600 % — это водоёмы.

## Население
По данным переписи населения 2000 года в округе проживает 33 893 жителя в составе 12 084 домашних хозяйств и 8 362 семей. Плотность населения составляет 23,00 человека на км2. На территории округа насчитывается 13 328 жилых строений, при плотности застройки около 9-ти строений на км2. Расовый состав населения: белые — 88,71 %, афроамериканцы — 9,29 %, коренные американцы (индейцы) — 0,16 %, азиаты — 0,24 %, гавайцы — 0,04 %, представители других рас — 0,81 %, представители двух или более рас — 0,76 %. Испаноязычные составляли 1,54 % населения независимо от расы.
В составе 31,30 % из общего числа домашних хозяйств проживают дети в возрасте до 18 лет, 56,00 % домашних хозяйств представляют собой супружеские пары, проживающие вместе, 9,20 % домашних хозяйств представляют собой одиноких женщин без супруга, 30,80 % домашних хозяйств не имеют отношения к семьям, 26,90 % домашних хозяйств состоят из одного человека, 13,80 % домашних хозяйств состоят из престарелых (65 лет и старше), проживающих в одиночестве. Средний размер домашнего хозяйства составляет 2,46 человека, и средний размер семьи — 2,99 человека.
Возрастной состав округа: 22,10 % — моложе 18 лет, 9,60 % — от 18 до 24, 30,40 % — от 25 до 44, 22,30 % — от 45 до 64, и 22,30 % — от 65 и старше. Средний возраст жителя округа — 38 лет. На каждые 100 женщин приходится 116,40 мужчин. На каждые 100 женщин старше 18 лет приходится 119,90 мужчин.
Средний доход на домохозяйство в округе составлял 37 013 USD, на семью — 44 766 USD. Среднестатистический заработок мужчины был 30 837 USD против 21 501 USD для женщины. Доход на душу населения составлял 17 696 USD. Около 7,10 % семей и 10,00 % общего населения находились ниже черты бедности, в том числе — 14,10 % молодежи (тех, кому ещё не исполнилось 18 лет) и 8,50 % тех, кому было уже больше 65 лет.